# Kågedalen
Kågedalen är ett samlingsnamn för orterna Kåge, Ersmark, Kusmark, Sandfors, Storkågeträsk och Hebbersliden med omkringliggande byar i Skellefteå kommun och karaktäriseras av öppen, flack dalgångsbygd runt Kågeälven. Enligt Länsstyrelsen i Västerbotten räknas området mellan Svanström – Sandfors – Hebbersholm – Bastuträsket som Övre Kågedalen.
Kågedalen är för övrigt det längsta sammanhängande jordbruksområdet norr om Uppsalaslätten. Ibland kallas den för hästarnas dal eftersom det finns många hästar där. 
En generalplan för Kågedalen upprättades 1976 och baserades på bland annat Strukturanalysen för Skellefteå centralort och ortsklassificeringen för kommunen där Ersmark–Kåge skulle benämnas serviceorten Kågedalen. I Strukturanalysen klassades Kågedalen som lämpligt utbyggnadsområde för den närmaste 20-årsperioden, dvs. fram till 1996. I planförslaget antogs en utbyggnad från 2 500 invånare 1975 till upp mot 8 000 invånare 1995. Av den summan föreslogs cirka 2 700 bosätta sig i ett nytt område mellan Ersmark och Kåge benämnt Storänget. Förslaget innebar en bandstadsbebyggelse på norra sidan av Kågeälven längs Jörnsvägen som graderades ned till sekundärled. En del av planerna fullföljdes i både Ersmark och Kåge med några toppår kring 1980 och 1990, men inte alls i den utsträckning som förutspåddes i generalplanen. Storänget kom inte att bebyggas alls. Den förväntade befolkningstillväxten har inte infriats, i stället hade befolkningen 2004 minskat till cirka 3 500. För att få en likartad syn på Kågedalen hos såväl kommunen som länsstyrelsen upphävdes planen 2004 av Skellefteås kommunstyrelse.

## Kåge
I mitten av 1600-talet fanns planer på att anlägga en stad där Kåge ligger idag. Karl XI, utfärdade också privilegier till den nya staden, som skulle heta Hedvigstad. Planerna ändrades, och istället återuppbyggdes Piteå, cirka sju mil längre norrut, som nästan helt brunnit ner något år tidigare. På 1830-talet kom frågan upp på nytt. Lantmätaren Johan Håkansson förordnades att verkställa syn och att rita en karta över området Öhn i Kåge, daterad juli 1841. Kåge ansågs ha en bra hamn, men prosten Nils Nordlander i Skellefteå argumenterade istället att medelpunkten skulle ligga vid kyrkan, och föreslog istället Norrböle by som plats för den nya staden. Länsstyrelsen instämde och Skellefteå blev istället ny stad 1845.

## Ersmark
Ersmark är en tätort inom Skellefteå kommun. Den ligger i det vackra och bördiga Kågedalen.
I samhället finns två stora industrier, Metso Mineral och Skega Seals, (tidigare ett företag = SKEGA), vilka sysselsätter en stor del av ortens befolkning. Där finns en grundskola för årskurs 1 - 5. I centrum av Ersmark ligger Ersmarks kyrka, en samarbetskyrka mellan EFS och Svenska Kyrkan, Kågedalens församling. Alldeles i närheten finns en pizzeria som inkluderar catering och kiosk samt en relativt stor möbelaffär. 
Det är nära till större serviceorter; till Kåge cirka 5 km och Skellefteå cirka 15 km.

## Kusmark
I Kusmark finns många småföretag samt ett Folkets Hus. Skolan med anor från 1930-talet, som är fint belägen alldeles intill Kågeälven, totalrenoverades och byggdes ut 1992. Där finns numera både förskola och årskurserna F-5. 
Kågedalens kyrka, som ligger mitt i byn är omgiven av en vacker park. Där finns från och med 2012 världens första och enda Frälsarkrans-trädgård, inspirerad utifrån biskop emeritus Martin Lönnebos Frälsarkransen. Kyrkan är Martin Lönnebos barndomskyrka.
I byn finns också en bangolf-bana, samt Rijfska gården, som är klassad som byggnadsminne eftersom den är det enda bevarade äldre stenhuset på Västerbottens landsbygd.

## Sandfors
Sandfors är en mindre ort i Övre Kågedalen. Där finns förskola och fritids. Årskurserna F - 5 flyttades till Kusmarks skola 2009. Ortsborna övertog då skolbyggnaden och byggde om den så att den numera, förutom förskola/fritids, innehåller uthyrningsrum för bl.a. arbetare vid den intilliggande Björkdalsgruvan. Björkdalsgruvan är norra Europas största gruva för utvinning av guld.

## Storkågeträsk
Storkågeträsk är en by som ligger i övre Kågedalen, norr om Kågeälven. Byn är vackert belägen vid Storkågeträsket och några mindre företag finns på orten. Värd att lägga märke till är sågen Skelleftebygdens Trä.
I Storkågeträsk finns också en affär med bensin.

## Häbbersliden
Häbbersliden är en by i övre Kågedalen i Skellefteå kommun. Byn ligger cirka 40 kilometer nordväst om Skellefteå.